# Edgar Cochet
Pour les articles homonymes, voir Cochet.
Edgar Cochet, né le 24 janvier 1908 à Lailly (aujourd'hui Lailly-en-Val) (Loiret) et mort le 15 mai 1980 à Orléans (Loiret), est un homme politique français.

## Biographie
Commerçant d'Orléans, Edgar Cochet est administrateur de la Caisse de sécurité sociale et membre de la chambre de commerce du Loiret quand il s'engage, dans le sillage de Pierre Poujade, au sein de l'Union de défense des artisans et commerçants.
Tête de la liste présentée par ce mouvement dans le Loiret pour les législatives de 1956, il obtient 12,2 % des voix, et est élu député.
Son mandat est cependant très court, car son élection est invalidée le 25 avril 1956, compte tenu de l'apparentement de sa liste avec celle de « Défense des intérêts agricoles et viticoles », affilée elle aussi à l'UDCA, était illégale.

## Détail des fonctions et des mandats
Mandat parlementaire
- 2 janvier 1956 - 25 avril 1956 : Député du Loiret